# Хваом
Хваом (кор. 화엄) — корейская версия китайской махаянской буддийской школы Хуаянь, появившаяся в VII веке.

## История
Школа основана в Корее Ыйсангом (хангыль: 의상 대사 625—702) в 671 году. Ыйсанг был одним из известнейших буддийских монахов своего времени (Силла), он был учеником Фацзана и Чжияна. После обучения Ыйсан вернулся в Корею в 671 году, где он энергично работал в направлении создания школы Хваом. В этой работе ему очень помогло мощное влияние его друга Вонхё (хангыль: 원효 대사, ханджа: 元晓), выдающегося буддийского мыслителя. Вонхё не являлся официальным представителем школы Хваом, но учение Хваом опирается на глубокие метафизические принципы созданной им концепции взаимопроникающего буддизма (通佛教).
Школа Хваом оставалась в доминирующем положении в Корее вплоть до конца династии Корё, когда она была вынуждена слиться со школой Сон (хангыль: 선종, ханджа: 禅宗) — корейским вариантом Дзен-буддизма. В рамках школы Сон учение Хваом продолжает играть важную роль вплоть до XXI века.